# Biroina myrmecophila
Biroina myrmecophila är en tvåvingeart som först beskrevs av Frederick Knab och Malloch 1912.  Biroina myrmecophila ingår i släktet Biroina och familjen hoppflugor. Inga underarter finns listade i Catalogue of Life.